# Laniellus
Laniellus – rodzaj ptaków z rodziny pekińczyków (Leiotrichidae).

## Zasięg występowania
Rodzaj obejmuje gatunki występujące w Wietnamie i na Jawie.

## Morfologia
Długość ciała 20–22 cm.

## Systematyka

### Etymologia
- Laniellus: zdrobnienie nazwy rodzaju Lanius Linnaeus, 1758, dzierzba. Zarówno W. Swainson w 1831 roku, jak i H.F. Gadow w 1883 roku, traktowali plamiaka czarnogłowego jak dzierzbę (Laniidae), Swainson przypisując go jako podrodzaj do Telophorus („dziób krótki, raczej słaby; zęby w górnej szczęce bardzo małe i zredukowane do nacięć”), zaś Gadow umieszczając go między Urolestes i Corvinellus[5].
- Crocias: gr. κροκη krokē „nić, przędza, kamyki”; w aluzji do białych znaczeń w kształcie łzy na górnych partiach upierzenia (por. κροκιας krokias „kamień w kolorze szafranu”, od κροκος krokos „szafran, krokus”)[6]. Gatunek typowy: Crocias guttatus Temminck, 1836 (= Lanius albonotatus Lesson, 1831).

### Podział systematyczny
Do rodzaju należą następujące gatunki:
- Laniellus langbianis (Gyldenstolpe, 1939) – plamiak szarogłowy
- Laniellus albonotatus (Lesson, 1832) – plamiak czarnogłowy